# Coupe d'Europe des clubs champions de basket-ball 1980-1981
Navigation
Édition précédente Édition suivante
La Coupe d'Europe des clubs champions de basket-ball 1980-1981 est la 24e édition de la Coupe d'Europe des clubs champions de basket-ball masculine, compétition qui rassemble les meilleurs clubs de basket-ball du continent européen,.

## Format de compétition
- 24 équipes (uniquement les champions des ligues nationales européennes), évoluent selon un système de tournoi, en six groupes de trois ou quatre équipes. Le classement final est basé sur les victoires et les défaites. En cas d'égalité entre deux équipes ou plus après la phase de groupes, les critères suivants sont utilisés pour déterminer le classement final : 1) nombre de victoires en confrontation directe entre les équipes ; 2) différence de points entre les équipes ; 3) différence de points au sein du groupe.
- Les six premiers de cette phase de groupe s'affrontent dans une deuxième phase de groupe, suivant les mêmes règles.
- Les deux premiers s'affrontent en finale, en une manche sèche, sur terrain neutre.

## 1rephase de groupe
La première phase se déroule du 9 octobre au 20 novembre 1980.

### Groupe A
| Rang | Équipe              | Pts | J | G | P | Pp  | Pc  | Diff |  | Résultats (dom.\ext.) |        |        |        |       |
| ---- | ------------------- | --- | - | - | - | --- | --- | ---- |  | --------------------- | ------ | ------ | ------ | ----- |
| 1    | Real Madrid         | 18  | 6 | 6 | 0 | 682 | 452 | 230  |  | Real Madrid           |        | 109-90 | 143-59 | 97-69 |
| 2    | AS Viganello Basket | 15  | 6 | 3 | 3 | 545 | 561 | -16  |  | AS Viganello Basket   | 90-109 |        | 110-84 | 92-90 |
| 3    | Zamalek SC          | 14  | 6 | 2 | 4 | 463 | 618 | -155 |  | Zamalek SC            | 73-96  | 94-93  |        | 72-69 |
| 4    | FC Porto            | 13  | 6 | 1 | 5 | 483 | 542 | -59  |  | FC Porto              | 79-122 | 69-78  | 107-81 |       |

### Groupe B
| Rang | Équipe                  | Pts | J | G | P | Pp  | Pc  | Diff |  | Résultats (dom.\ext.)   |       |       |        |         |
| ---- | ----------------------- | --- | - | - | - | --- | --- | ---- |  | ----------------------- | ----- | ----- | ------ | ------- |
| 1    | Maccabi Tel Aviv        | 14  | 6 | 4 | 2 | 531 | 471 | 60   |  | Maccabi Tel Aviv        |       | 87-85 | 81-73  | 122-70  |
| 2    | ASPO Tours              | 12  | 6 | 3 | 3 | 528 | 522 | 6    |  | ASPO Tours              | 87-82 |       | 103-88 | 92-81   |
| 3    | Panathinaïkós           | 12  | 6 | 3 | 3 | 519 | 543 | -24  |  | Panathinaïkós           | 81-76 | 88-81 |        | 106-102 |
| 4    | Sutton & Crystal Palace | 11  | 6 | 2 | 4 | 524 | 566 | -42  |  | Sutton & Crystal Palace | 75-83 | 97-79 | 99-84  |         |

### Groupe C
| Rang | Équipe                | Pts | J | G | P | Pp  | Pc  | Diff |  | Résultats (dom.\ext.) |        |        |        |        |
| ---- | --------------------- | --- | - | - | - | --- | --- | ---- |  | --------------------- | ------ | ------ | ------ | ------ |
| 1    | Bosna Sarajevo        | 16  | 6 | 5 | 1 | 614 | 475 | 139  |  | Bosna Sarajevo        |        | 106-82 | 106-94 | 97-44  |
| 2    | Budapest Honvéd       | 15  | 6 | 4 | 2 | 587 | 517 | 70   |  | Budapest Honvéd       | 102-92 |        | 77-83  | 140-70 |
| 3    | UBSC Vienne           | 15  | 6 | 3 | 3 | 558 | 501 | 57   |  | UBSC Vienne           | 85-92  | 91-101 |        | 89-66  |
| 4    | Stevnsgade Basketball | 12  | 6 | 0 | 6 | 382 | 648 | -266 |  | Stevnsgade Basketball | 68-121 | 75-85  | 59-116 |        |

### Groupe D
| Rang | Équipe              | Pts | J | G | P | Pp  | Pc  | Diff |  | Résultats (dom.\ext.) |       |        |        |        |
| ---- | ------------------- | --- | - | - | - | --- | --- | ---- |  | --------------------- | ----- | ------ | ------ | ------ |
| 1    | Sinudyne Bologne    | 18  | 6 | 6 | 0 | 594 | 461 | 133  |  | Sinudyne Bologne      |       | 106-75 | 111-79 | 112-67 |
| 2    | CSKA Sofia          | 14  | 6 | 2 | 4 | 525 | 538 | -13  |  | CSKA Sofia            | 86-90 |        | 85-67  | 110-91 |
| 3    | Eczacıbaşı Istanbul | 14  | 6 | 2 | 4 | 493 | 553 | -60  |  | Eczacıbaşı Istanbul   | 75-78 | 95-86  |        | 96-88  |
| 4    | Partizan Tirana     | 14  | 6 | 2 | 4 | 499 | 579 | -80  |  | Partizan Tirana       | 79-97 | 89-83  | 85-81  |        |

### Groupe E
| Rang | Équipe            | Pts | J | G | P | Pp  | Pc  | Diff |  | Résultats (dom.\ext.) |       |        |        |        |
| ---- | ----------------- | --- | - | - | - | --- | --- | ---- |  | --------------------- | ----- | ------ | ------ | ------ |
| 1    | Nashua Den Bosch  | 16  | 6 | 5 | 1 | 574 | 466 | 108  |  | Nashua Den Bosch      |       | 106-64 | 115-93 | 114-92 |
| 2    | Murray Edimbourg  | 14  | 6 | 4 | 2 | 467 | 478 | -11  |  | Murray Edimbourg      | 73-67 |        | 75-63  | 94-80  |
| 3    | Inter Slovnaft    | 12  | 6 | 3 | 3 | 504 | 524 | -20  |  | Inter Slovnaft        | 79-86 | 80-76  |        | 103-87 |
| 4    | Hageby Norrköping | 6   | 6 | 0 | 6 | 491 | 568 | -77  |  | Hageby Norrköping     | 65-86 | 82-85  | 85-86  |        |

### Groupe F
| Rang | Équipe        | Pts | J | G | P | Pp  | Pc  | Diff |  | Résultats (dom.\ext.) |       |        |        |         |
| ---- | ------------- | --- | - | - | - | --- | --- | ---- |  | --------------------- | ----- | ------ | ------ | ------- |
| 1    | CSKA Moscou   | 18  | 6 | 6 | 0 | 554 | 442 | 112  |  | CSKA Moscou           |       | 88-46  | 101-86 | 110-74  |
| 2    | RC Malines    | 12  | 6 | 3 | 3 | 472 | 509 | -37  |  | RC Malines            | 86-95 |        | 84-81  | 80-78   |
| 3    | Śląsk Wrocław | 10  | 6 | 2 | 4 | 542 | 557 | -15  |  | Śląsk Wrocław         | 85-94 | 103-90 |        | 107-103 |
| 4    | Pantterit     | 8   | 6 | 1 | 5 | 469 | 529 | -60  |  | Pantterit             | 65-66 | 64-86  | 85-80  |         |

## 2ephase de groupe
La deuxième phase se déroule du 11 décembre 1980 au 12 mars 1981.
| Rang | Équipe            | Pts | J  | G | P | Pp  | Pc  | Diff |  | Résultats (dom.\ext.) |         |       |        |         |        |        |
| ---- | ----------------- | --- | -- | - | - | --- | --- | ---- |  | --------------------- | ------- | ----- | ------ | ------- | ------ | ------ |
| 1    | Sinudyne Bologne  | 17  | 10 | 7 | 3 | 864 | 837 | 27   |  | Sinudyne Bologne      |         | 74-73 | 78-91  | 92-85   | 88-83  | 85-72  |
| 2    | Maccabi Tel Aviv  | 16  | 10 | 6 | 4 | 903 | 880 | 23   |  | Maccabi Tel Aviv      | 92-88   |       | 99-90  | 107-100 | 100-92 | 85-74  |
| 3    | Nashua Den Bosch  | 15  | 10 | 5 | 5 | 902 | 901 | 1    |  | Nashua Den Bosch      | 86-85   | 97-80 |        | 101-87  | 83-96  | 89-76  |
| 4    | KK Bosna Sarajevo | 14  | 10 | 4 | 6 | 926 | 946 | -20  |  | KK Bosna Sarajevo     | 101-105 | 86-97 | 104-90 |         | 90-79  | 93-87  |
| 5    | Real Madrid       | 14  | 10 | 4 | 6 | 912 | 895 | 17   |  | Real Madrid           | 88-91   | 96-89 | 99-92  | 95-97   |        | 104-80 |
| 6    | CSKA Moscou       | 14  | 10 | 4 | 6 | 813 | 861 | -48  |  | CSKA Moscou           | 66-78   | 83-81 | 97-83  | 93-83   | 85-80  |        |

## Finale
| 26 mars 1981 |  | Sinudyne Bologna | 79–80 | Maccabi Tel Aviv |  | Rhénus Sport, Strasbourg |

## Équipe victorieuse
Joueurs : 
- No 4 Amnon Jarach ( Israël)
- No 5 Shuki Schwartz ( Israël)
- No 6 Hanan Dobrish ( Israël)
- No 7 Motti Aroesti ( Israël)
- No 8 Aulcie Perry ( Israël)
- No 9 Miki Berkovich ( Israël)
- No 10 Hanan Keren ( Israël)
- No 11 Shmuel Zisman ( Israël)
- No 12 Lou Silver ( Israël)
- No 13 Moshe Hershowitz ( Israël)
- No 14 Earl Williams ( États-Unis)
- No 15 Jim Boatwright ( États-Unis)

Entraîneur :  Rudy D'Amico ( États-Unis)